# Charlotte Posenenske
Charlotte Posenenske (Wiesbaden, 28 oktober 1930), geboortenaam Mayer (1930-1985), was een Duitse kunstenaar en socioloog die sculpturaal werk maakte, maar ook schilderijen en werk op papier.

## Carrière
Posenenske werkte met verschillende media, en werd gedurende de jaren 60 van de 20e eeuw steeds abstracter. Waar andere kunstenaars uit die tijd werkten met multiples, een bepaald aantal edities van een werk, werkte Posenenske met series, met een onbepaald aantal edities. Posenenske wees de commerciële kunstmarkt af en bood haar werk aan tegen de materiaalkosten. Reconstructies worden niet gezien als namaak. Het ongesigneerde origineel is slechts te herkennen aan het echtheidscertificaat.
In 1968 liet Posenenske de volgende uitspraak optekenen in het tijdschrift Art International, waarin ze refereerde aan de reproduceerbaarheid van haar werk, en haar verlangen om het concept en bezit van het werk toegankelijk te maken:
I make series
because I do not want to make individual pieces for individuals,
in order to have elements combinable within a system,
in order to make something that is repeatable, objective,
and because it is economical.
The series can be prototypes for mass-production.
[...]
They are less and less recognisable as "works of art."
The objects are intended to represent anything other than what they are.
Posenenske stopte in 1968 met werken als kunstenaar omdat ze niet langer geloofde dat kunst sociale interactie kon beïnvloeden of de aandacht kon vestigen op sociale ongelijkheid. Ze werd socioloog werkte tot haar dood in 1985 als specialist op het gebied van werkgelegenheid en industriële werkmethoden. Gedurende deze periode weigerde ze tentoonstellingen te bezoeken, en deed ze niet mee aan exposities.

## Werk in collecties
- Untitled, olieverf op papier, 1960, collectie Museum of Modern Art, New York
- Untitled, viltstift op papier, 1965, Museum of Modern Art, New York
- Untitled, spray paint op papier, 1966, Museum of Modern Art, New York
- Sprayed Picture, gouache op papier, 1964-5, Tate Gallery, Londen
- Prototype for Revolving Vane, spaanplaat, 1967-8, Tate Gallery
- Square Tubes [Series D], gegalvaniseerd staal, 1967, Tate Gallery
- Square Tubes [Series D], gegalvaniseerd staal, 1967, Tate Gallery